# Universidad Federal de Mato Grosso
La Universidad Federal de Mato Grosso (en portugués: Universidade Federal de Mato Grosso, UFMT) es una universidad pública ubicada en el estado de Mato Grosso, Brasil. Responsable de atender a todo el estado, su campus principal se encuentra en la ciudad capital de Cuiabá. Los campus más pequeños se encuentran en Barra do Garças, Pontal do Araguaia, Sinop y Várzea Grande, mientras que el antiguo campus de Rondonópolis es ahora la Universidad Federal de Rondonópolis
Un total de 21.301 estudiantes se inscribieron en los cinco campus en 2019. La institución contemporánea fue creada por una ley federal aprobada en 1970, combinando la Facultad Federal de Derecho de Cuiabá (fundada en 1934), y el Instituto de Ciencias y Letras de Cuiabá (fundado en 1966). Las escuelas de medicina y ciencias de la salud están afiliadas al Hospital Universitário Júlio Müller, el único hospital del estado financiado con fondos federales.
Su biblioteca es la más grande del estado de Mato Grosso, con más de 200.000 volúmenes en 2012.
En 2019, Folha de São Paulo la ubicó en el puesto 33 a nivel nacional, con sus programas en Agronomía, Ingeniería Ambiental y Educación entre los primeros 20.